# Zakaria Diallo
Zakaria Diallo (Équemauville, 13 augustus 1986) is een Franse voetballer van Senegalese komaf. Hij speelt voornamelijk als verdediger maar ook wel als verdedigende middenvelder.
In eigen land speelde hij altijd voor ploegen in de lagere divisies. Zo haalde Sporting Charleroi hem weg bij AS Beauvais Oise dat toen in de Franse Ligue 2 voetbalde. Daarvoor zat hij zelfs slechts in het B-elftal van Le Havre AC dat uitkomt in de Franse 4e klasse.

## Profcarrière
| seizoen | club               | land             | competitie             | wed. | goals |
| ------- | ------------------ | ---------------- | ---------------------- | ---- | ----- |
| 2008/09 | Le Havre AC B      | Frankrijk        | Championnat National 2 | ?    | ?     |
| 2009/10 | AS Beauvais        | Frankrijk        | Ligue 2                | 18   | 1     |
| 2010/11 | Sporting Charleroi | België           | Jupiler Pro League     | 6    | 0     |
| 2011/12 | Dijon FCO          | Frankrijk        | Ligue 1                | 3    | 0     |
| 2012/13 | Dijon FCO          | Frankrijk        | Ligue 2                | 11   | 3     |
| 2013/14 | Dijon FCO          | Frankrijk        | Ligue 2                | 33   | 2     |
| 2014/15 | Dijon FCO          | Frankrijk        | Ligue 2                | 17   | 0     |
| 2015/16 | AC Ajaccio         | Frankrijk        | Ligue 2                | 37   | 0     |
| 2016/17 | Stade Brest        | Frankrijk        | Ligue 2                | 35   | 3     |
| 2017/18 | Stade Brest        | Frankrijk        | Ligue 2                | 2    | 0     |
| 2018    | Montreal Impact    | Verenigde Staten | Major League Soccer    | 0    | 0     |
| Totaal  | Totaal             | Totaal           | Totaal                 | 162  | 9     |

Bijgewerkt: 15/08/2018